# Via normale del Monviso
La Via normale del Monviso descrive l'ascesa più tipica alla vetta del Monviso. Essa si svolge lungo il versante sud della montagna. La difficoltà complessiva dell'ascesa è valutata come F+/PD-.

## Avvicinamento

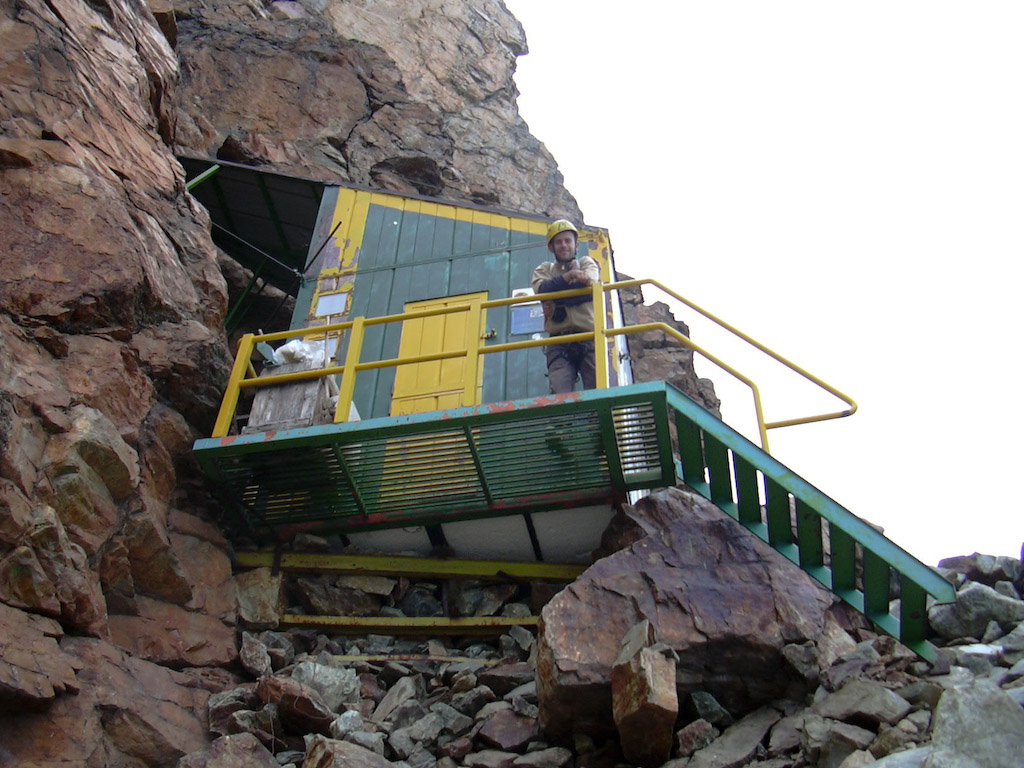
Il Bivacco Andreotti.

L’avvicinamento si può effettuare sia partendo dalla Valle Po e sia dalla Valle Varaita.
Nel primo caso dapprima occorre raggiungere il Rifugio Quintino Sella al Monviso (2640 m) partendo dal Pian del Re oppure dal paese di Crissolo. Poi occorre contornare la montagna e, attraversato il Passo delle Sagnette (2991 m), dirigersi verso la parete sud, fino a raggiungere il bivacco Andreotti.
Nel secondo caso si può raggiungere il bivacco Andreotti partendo dalla frazione Castello di Pontechianale, risalendo il vallone di Vallanta fino alle Grange del Rio (Vallanta) per poi salire in sinistra orografica verso il lago delle Forciolline, dove eventualmente si può pernottare al confortevole bivacco Boarelli. Da qui si raggiunge poi con camminata il più spartano bivacco Andreotti. Questo secondo accesso prende il nome di sentiero Ezio Nicoli.
La parte di avvicinamento la possiamo far concludere al bivacco Andreotti (3225 m). Questa parte non presenta generalmente difficoltà alpinistiche.

## Salita
Superato il bivacco Andreotti, si attraversa brevemente per 200 m il ghiacciaio Sella e quindi si attacca la parete Sud. I primi passaggi di roccia valutati fino al II grado portano i nomi di Cascatella e Diedro Camino. Si arriva poi alla guglia denominata Duomo di Milano ed al Camino dei Fornelli. Quest'ultimo è ritenuto il passaggio più difficile di grado III+. Dopo si raggiunge il Canalone Grande di Viso che mette in comunicazione la parete sud con quella est. Da qui per facili roccette si raggiunge la croce di vetta. Tutta la via è segnalata da frequenti tacche di vernice gialla.
Il record di salita di questa via normale con partenza dal Pian del Re spetta a Bernard Dematteis ed è stata stabilita l'8 settembre 2017 con il tempo di 1 ora 40 minuti e 47 secondi.

## Attrezzatura necessaria
Nel periodo tardo-estivo (fine agosto-settembre) l'uso dei ramponi e della piccozza non è generalmente ritenuto necessario. È comunque opportuno procedere legati e con il casco. Obbligatorio invece casco, imbrago e kit da ferrata per salire dal rifugio Quintino Sella al Passo delle Sagnette. In caso di infortunio per mancato o inappropriato utilizzo dell’attrezzatura, i costi di recupero da parte dei soccorsi è completamente a carico dell’infortunato.